# Batracomorphus quirimboensis
Batracomorphus quirimboensis är en insektsart som beskrevs av Quartau 1981. Batracomorphus quirimboensis ingår i släktet Batracomorphus och familjen dvärgstritar. Inga underarter finns listade i Catalogue of Life.